# Balassa Sándor (zeneszerző)
| Balassa Sándor                            | Balassa Sándor |
| Kattints az alábbi külső linkek egyikére! | Kattints az alábbi külső linkek egyikére!                                                                                            |
| ----------------------------------------- | --- |
| Nem található szabad kép.(?)              | |
| külső link · jogvédett                    | Balassa Sándor ipari tanuló korában. In.: Sipos Béla: Csik Ferenc Általános Iskola és Gimnázium Budapesten a Medve utcában freewb.hu |
| külső link · jogvédett                    | Balassa Sándor 1958-ban. In.: Sipos Béla: Csik Ferenc Általános Iskola és Gimnázium Budapesten a Medve utcában freewb.hu             |
| külső link · jogvédett                    | Balassa Sándor 60 éves. In.: Sipos Béla: Csik Ferenc Általános Iskola és Gimnázium Budapesten a Medve utcában freewb.hu              |

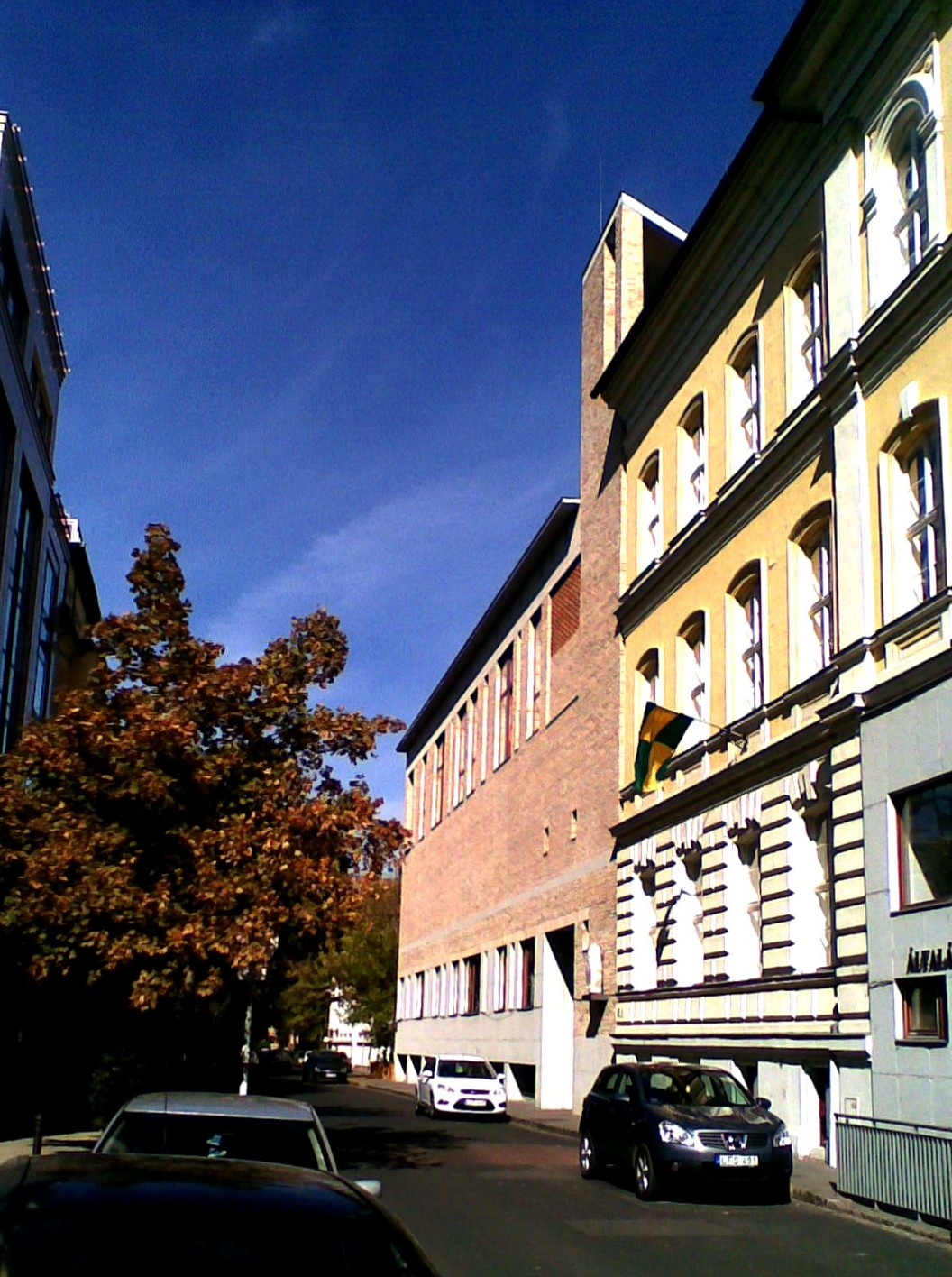
1958-1963 között a Medve utcai általános iskolában tanított.

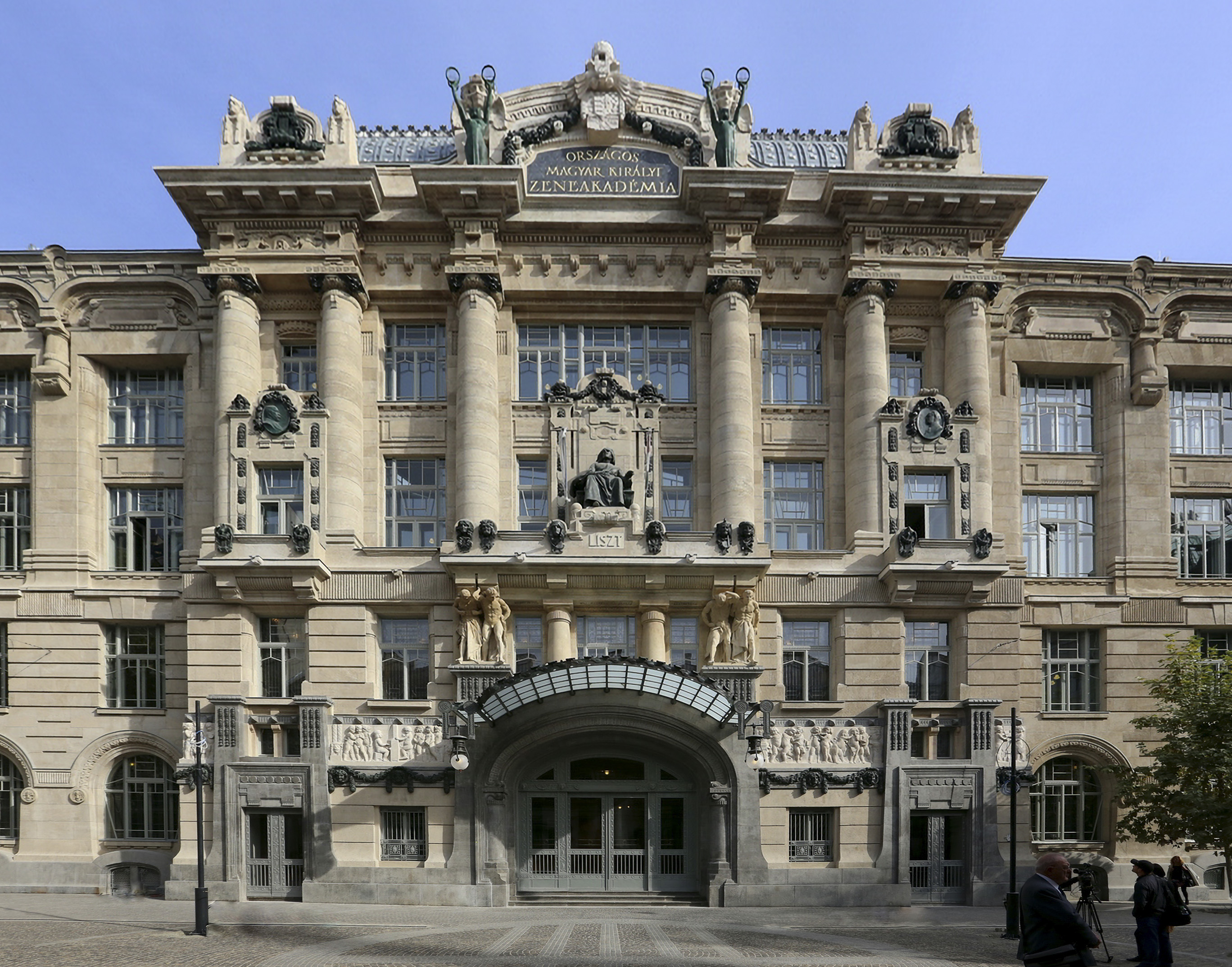
1981-1996 között a Liszt Ferenc Zeneművészeti Egyetemen tanított.

Balassa Sándor (Budapest, 1935. január 20. – Budapest, 2021. május 14.) a Nemzet Művésze címmel kitüntetett,  Kossuth-díjas és Erkel Ferenc-díjas magyar zeneszerző, érdemes és kiváló művész.

## Pályája
A Bartók Béla Konzervatóriumban karvezetést tanult, majd a Liszt Ferenc Zeneművészeti Főiskolán Szervánszky Endre tanítványaként zeneszerzést. 1958-1963 között énektanár volt a Medve utcai általános iskolában. 1964-től a Magyar Rádió munkatársa lett, ahol 1980-ig  a zenei főosztályon dolgozott zenei rendezőként. 1981-től a Liszt Ferenc Zeneművészeti Egyetem zeneszerzés tanszékén hangszerelést tanított adjunktusként, majd docensként, 1993-tól egyetemi tanárként. 1996-ban ment nyugdíjba. A Liszt Ferenc Zeneművészeti Egyetem megsegítésére Zeneakadémia Alapítvány néven (1996-tól működő) közhasznú intézményt hozott létre. Munkásságát számos díjjal ismerték el.

## Díjai
- A Párizsi Tribün győztese (1972)
- Erkel Ferenc-díj (1972)
- Érdemes művész (1978)
- Kossuth-díj (1983)
- Bartók–Pásztory-díj (1988, 1998)
- Kiváló művész (1989)
- A Magyar Érdemrend középkeresztje (2012)
- A Nemzet Művésze (2014)

## Főbb művei

### Kamarazene
Négy vonósnégyes. Triók, duók, szólók vonós hangszerekre. Fafúvós hangszerekre írt zenék. Szólóművek hárfára, cimbalomra, tárogatóra, zongorára. Vonós, fúvós hangszerekből kamaraegyüttesekké bővült változatos kombináció.
Öt testvér – zongorára, Divertimento – két cimbalomra, Kvartett – ütőhangszerekre, Xenia – nonett, Három intermezzo – fuvolára és zongorára, Szonatina – zongorára, Antinomia Tabulae – kamaraegyüttesre, Az utolsó pásztor – csellóra, Kvintett – rézfúvókra, Hajta virágai – cimbalomra, Szonatina – hárfára, Füzérke – trió fuvolára, brácsára és hárfára, Jánosnapi muzsika – hegedűre, Vonósnégyes, Nyírbátori harangok – zene tizenkét rézfúvósra, Prelúdiumok és fantázia – orgonára, Duettek – fuvolára és hárfára, Pasztorál és rondo – hegedűre és kürtre, Nyári intermezzo – oboára és zongorára, Nyolc tétel két klarinétra, Párosító hegedűduók II., Szonatina zongorára, Xenia II. (nonetto), Levelek a rezervátumból – cimbalomra, Négy előadási darab cimbalomra, Dum Dum nélkül – tárogatóra és cimbalomra.

### Vokális művek
Kórusművek a a cappella vegyeskar, gyermekkarok, kantáták hangszeres kísérettel 
Dalok zongorakísérettel.
Dalok a Rottenbiller utcából, Két dal József Attila verseire, Két dal Kosztolányi Dezső verseire, Öt gyermekkar Weöres Sándor verseire, Legenda – vegyes karra (Dsida Jenő), Nyári éj – himnusz női karra, Motetta – vegyes karra, Kyrie – női karra, Madaras énekek – egynemű karra, Bánatomtól szabadulnék – női karra, Oldott kéve – vegyes karra, Kelet népe – gyermekkarra, Damjanich imája – vegyes karra, Az árvák éneke – vegyes karra (Bella, Sinka), Tavaszi dal – Őszi dal – női karra, Favágó – férfikarra (József A.) Holdének – Naphimnusz – férfikarra, Karácsonyi rege – női karra (Ady Endre). Két szerelmes egy pár, A Fény Kapuja – női karra, Dalok a Sümegvár utcából, Három dal Wass Albert verseire, A gólyához – vegyes karra.

### Zenekari művek
A Nap fiai, Magyar táncok, Október virágai, 301-es parcella (1997), Magyar koronázási zene, Hunok völgye, Cívisek városa, Trianon
Hegedűverseny, Irisz, Lupercalia, Glarusi ének, Az örök ifjúság szigete – nyitány, Hívások és kiáltások, Egy álmodozó naplója, Három fantázia, Szőlőcske és Halacska, Tündér Ilona, Csaba királyfi, Bölcskei concerto, Mucsai táncok, A Nap fiai, Négy arckép, 301-es parcella, Pécsi concerto, Magyar koronázási zene, Hunok völgye (Val d'Anniviers) – kettős verseny oboára, kürtre és vonószenekarra, Fantázia hárfára és vonószenekarra, Október virágai, Gödöllői concerto gitárzenekarra, Naphegyi kirándulás – vonószenekarra, Zene trombitára és zenekarra, Szegedi concerto vonószenekarra.

### Vonószenekari művek
Bölcskei concerto, Szegedi concerto, Nyitány és jelenetek, Pécsi concerto

### Versenyművek
Hegedűverseny, Trombitaverseny, Kettősverseny, Cimbalomverseny, Hárfaverseny

### Kantáták
Rekviem Kassák Lajosért, Cantata Y. (Beney), Téli kantáta (Csukás István, Szalai B., Weöres Sándor, Gazdag Erzsi, Csanádi I.) – gyermekkarra és vonószenekarra, A szív titkai – kantáta Petőfi Sándor költeményeire

### Operák
- Az ajtón kívül (szöveg: Wolfgang Borchert nyomán Fodor Géza) Bemutató: Budapest, Magyar Állami Operaház, 1978. október 20.
- A harmadik bolygó – operakantáta (librettó a szerzőtől) Budapest, 1989
- Karl és Anna – háromfelvonásos (Leonhardt Frank – Fodor G.) Budapest, 1995
- Földindulás – háromfelvonásos (Kodolányi János nyomán szövegét írta a szerző) Müpa, 2015. október 16., koncert-előadás

## Diszkográfia
- Balassa: Requiem Kassák Lajosért, Op.15; Legenda Op.15; Cantata Y, Op.21  Hungaroton SLPX 11681 Saját LP
- Mihály András, Maros Rudolf, Székely Endre, Láng István, Balassa Sándor, Lendvay Kamilló művei Hungaroton LPX 11494 – közreműködő LP
- 1976 Balassa: Iris, Op.22; Lupercalia Op.24; Xenia, Op.20; Tabulae, Op.25 Hungaroton SLPX 11732 – saját LP
- 1980 Balassa: Az ajtón kívül, op. 27  Hungaroton SLPX 12052–53 – saját LP
- 1981 Balassa: Glarusi ének; Az örök ifjúság szigete; Hajak; Motetta  Hungaroton SLPX 12223 – saját LP
- 1987 Flowers, Chants, Hymn, Plays and Games for Cimbalom Hungaroton SLPX 12755 – közreműködő LP
- 1988 Balassa: Egy álmodozó naplója Op. 35; Három zenekari fantázia Op. 36   Hungaroton SLPX 12942 – saját LP
- 1990 Balassa: A harmadik bolygó  Hungaroton SLPX 31186 – saját LP
- 1999 Balassa: Jánosnapi muzsika – hegedűre Op. 52
- 2000 Arany felhők – Kortárs magyar dalok  Hungaroton HCD 32017 – közreműködő
- 2003 Balassa: Karl és Anna  Hungaroton HCD 32162 – saját
- 2003 Balassa: Pécsi Concerto Op. 61; Négy arckép Op. 56; 301-es parcella Op. 58  Hungaroton HCD 32161 – saját
- 2004 Balassa: Hunok völgye – szimfonikus költemény 1999 op. 69; Csaba királyfi – vonószenekarra Op.46 1993; Mucsai táncok – zenekarra Op.50  1994) Hungaroton HCD 32212 – saját
- 2006 Balassa: A nap fiai (The Sons of the Sun), Op.; Pastorale and Rondo, Op. 66; Violin Concerto, Op. 3 [https://www.prestoclassical.co.uk/classical/products/7984078--sandor-balassa-violin-concerto-no-3 Hungaroton HCD32355
- 2019-2020 Balassa: Complete Piano Music - Balassa Sándor összes zongoraműve (Kassai István) 3 CD a Grand Piano Records (Naxos) kiadásában: Vol.1.: GP803; Vol.2.: GP804; Vol.3.: GP805.
- Hangfelvételek a Magyar Rádió archívumában.

## Videófelvételek
- Dal a Sümegvár utcából – portréfilm Balassa Sándor zeneszerzőről. – Youtube.com, Közzététel: 2014. augusztus 19.
- Balassa Sándor: Requiem Kassák Lajosért (1969) – magyar felirattal – Youtube.com, Közzététel: 2018. június 19.
- Balassa Sándor: 301-es parcella – Youtube.com, Közzététel: 2014. július 9.
- Balassa Sándor. The Third Planet – A harmadik bolygó – Bevezetés – Youtube.com, Közzététel: 2016. február 3.
- Balassa Sándor. Overture and Scenes Op. 103 – Overture – Youtube.com, Közzététel: 2016. január 30.
- Balassa Sándor: Koncert cimbalomra és vonószenekarra. Bemutató 2011-ben a Cimbalom Világszövetség kongresszusán 2011-ben. – Youtube.com, Közzététel: 2020. november 19.
- Balassa Sándor: Október virágai op. 77 – Youtube.com, Közzététel: 216. november 22.
- Balassa Sandor: Kyrie – Female Academic Choir of Culture College Mykolaiv, Dir. Tatiana Ostrovska – Youtube.com, Közzététel: 2015. július 1.
- Balassa Sándor (1935) – Hegedűverseny Op. 3 (1964) – Youtube.com, Közzététel: 2019. augusztus 10.
- Balassa Sándor 80. születésnapi köszöntője a Müpa-ban. – Youtube.com, Közzététel: 2016. július 9.
- Balassa Sándor Faktor TV – Youtube.com